# 경쟁적 권위주의
경쟁적 권위주의(Competitive Authoritarianism는 형식적으로는 민주주의의 외형을 갖추고 있으나 실질적으로는 권위주의적인 방식으로 권력이 행사되는 체제를 말한다.

## 개요
경쟁적 권위주의는 정치학에서 민주주의와 권위주의의 경계에 위치한 하이브리드 정체 체제로 분류되며, 형식적으로는 민주주의의 외형을 갖추고 있으나 실질적으로는 권위주의적인 방식으로 권력이 행사되는 체제를 의미한다. 이 개념은 미국의 정치학자 스티븐 레비츠키와 루컨 웨이가 2002년 발표한 논문 「The Rise of Competitive Authoritarianism」에서 본격적으로 이론화되었으며, 민주주의와 권위주의라는 전통적인 이분법적 분류로 설명할 수 없는 국가들의 정치 체제를 설명하기 위해 제시되었다.
경쟁적 권위주의 체제에서는 헌법, 선거, 언론의 자유, 입법부, 사법부 등 민주주의를 구성하는 기본적인 제도들이 존재하고 그 틀 안에서 정치가 이루어지는 것처럼 보인다. 그러나 이러한 제도들은 실질적인 권력 견제 기능을 수행하지 못하고 있으며, 오히려 정권 유지의 수단으로 활용되는 경우가 많다. 선거는 정기적으로 실시되며 다당제가 허용되어 있지만, 정권은 행정 자원과 국가 권력을 이용해 야당의 경쟁을 조직적으로 방해하거나 선거 절차를 조작함으로써 공정성을 침해한다. 이러한 체제 하에서는 언론의 자유가 법적으로는 보장되더라도 실질적으로는 통제와 검열, 편파적인 보도 유도, 광고 압력 등을 통해 정권에 유리한 정보만이 유통된다.
또한 사법부의 독립성이 형식적으로 보장되어 있음에도 불구하고 인사권이나 예산권, 정치적 압박 등을 통해 정부가 영향력을 행사하며, 시민사회나 야당은 탄압과 감시, 허가제, 법적 제재 등을 통해 활동의 자유를 제한받는다. 결과적으로 이러한 제도적 장치들은 외형적으로는 민주주의의 틀을 유지하면서도 실질적으로는 권력의 집중과 통제를 가능하게 하여, 정권 교체가 매우 드물고 정치적 경쟁이 왜곡되는 구조를 낳는다.
레비츠키와 웨이는 이러한 체제가 민주주의의 네 가지 핵심 기준을 지속적으로 침해한다고 보았다. 이 기준은 첫째, 선거가 자유롭고 공정해야 하며, 둘째, 모든 성인이 참정권을 가져야 하고, 셋째, 야당이 실질적인 경쟁을 펼칠 수 있어야 하며, 넷째, 언론과 집회, 결사의 자유와 같은 기본 시민권이 존중되어야 한다는 점이다. 경쟁적 권위주의 체제는 이들 요소를 형식적으로는 수용하지만 실제로는 지속적으로 침해하기 때문에, 이러한 체제에서 민주주의가 온전히 기능하고 있다고 보기 어렵다.
대표적인 경쟁적 권위주의 사례로는 슬로보단 밀로셰비치가 집권했던 세르비아, 블라디미르 푸틴이 이끄는 러시아, 우고 차베스와 니콜라스 마두로의 베네수엘라, 마하티르 모하맛이 장기집권한 말레이시아, 무가베의 짐바브웨 등이 꼽힌다. 이들 국가에서는 선거가 열리더라도 공정성이 보장되지 않거나 야당에 대한 체계적인 탄압이 있었고, 정부에 비판적인 언론이나 시민단체들이 제 기능을 하지 못했으며, 법의 지배가 정치권력의 통제에 의해 훼손되는 경우가 많았다.
경쟁적 권위주의 개념은 특히 냉전 종식 이후 민주주의로 이행한 것으로 보였던 국가들에서 권위주의적 통치가 새로운 방식으로 지속되는 현상을 설명하는 데 유용하게 사용되었다. 이 개념은 민주주의로의 과도기적 상태로 여겨졌던 체제들이 실제로는 안정적으로 권위주의적 요소를 유지하며 작동하고 있음을 드러냄으로써, 정치체제 분류에 대한 기존의 단순화된 이분법적 접근을 비판하고 보다 복합적이고 동태적인 분석틀을 제공한다.
오늘날에도 경쟁적 권위주의는 권위주의가 노골적 억압보다는 제도적 외피를 통해 정당성을 확보하는 방식으로 진화하고 있음을 보여주는 개념으로 주목받고 있으며, 언론 통제, 선거 조작, 시민사회 위축 등 민주주의의 후퇴 현상을 설명하는 데 있어 핵심적인 이론적 도구로 활용되고 있다. 특히 민주주의적 제도를 형식적으로는 수용하면서 실질적으로는 이를 왜곡하여 정권을 유지하려는 다양한 국가들의 사례를 분석하는 데 있어 경쟁적 권위주의는 매우 유용한 개념으로 자리잡았다.